# Симабара (полуостров)
Симаба́ра (яп. 島原半島 симабара-ханто:) — полуостров, находящийся на востоке от города Нагасаки, префектура Нагасаки, остров Кюсю, Япония. На его северо-восточной оконечности расположен город Симабара.
Площадь полуострова составляет  467,39 км², окружность - 138,3 км (по дорогам - около 100 км)
В центральной части полуострова расположен вулкан Ундзэн, лежащий на грабене Ундзэн.
Полуостров известен тем, что здесь происходило Симабарское восстание. Его последствием стала изоляция Японии от внешнего мира в 1639 году.
Является популярным местом для посещения горячих источников и пеших прогулок. Гора Унзен является частью Национального парка Унзен Амакаса, одного из первых национальных парков Японии. Вблизи вершины все еще активного вулкана расположен привлекательный курортный город с горячими источниками Унзен Онсен.

## Сейсмическая активность
Полуостров, сформированный вулканическими извержениями горы Унзен в его центре, стал местом нескольких смертельных вулканических извержений. В 1990-х годах произошли извержения, в результате которых погибли несколько человек, а некоторые окраины города Симабара были разрушены.